# Sützel

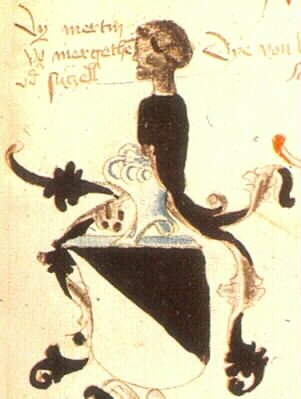
Wappen der Familie im Ingeram-Codex

Die Familie von Sützel war ein fränkisches Adelsgeschlecht aus dem Odenwald.

## Geschichte
Die Familie von Sützel, auch Sitzel, Sützell, Sützel von Mergentheim zu Balbach und Süzel, war im Ritterkanton Odenwald organisiert. Ausgehend von Besitzungen in Bad Mergentheim befand sich die Familie auch ab 1355 mit zwei Burgen bzw. Schlössern in Unterbalbach und Oberbalbach. Ihren Besitz in Unterbalbach weitete sie 1479 durch Ankäufe von den Truchseß von Baldersheim weiter aus. Erwähnt wurden sie auch in Zaisenhausen und in Lauda 1506 auf einem 1917 durch einen Brand abgegangenen Schloss. In Neunkirchen verkauften sie 1550 die Hälfte des Dorfes an den Würzburger Amtmann von Bütthard Sebastian Geyer von Giebelstadt und die andere Hälfte 1558 an Götz von Berlichingen.

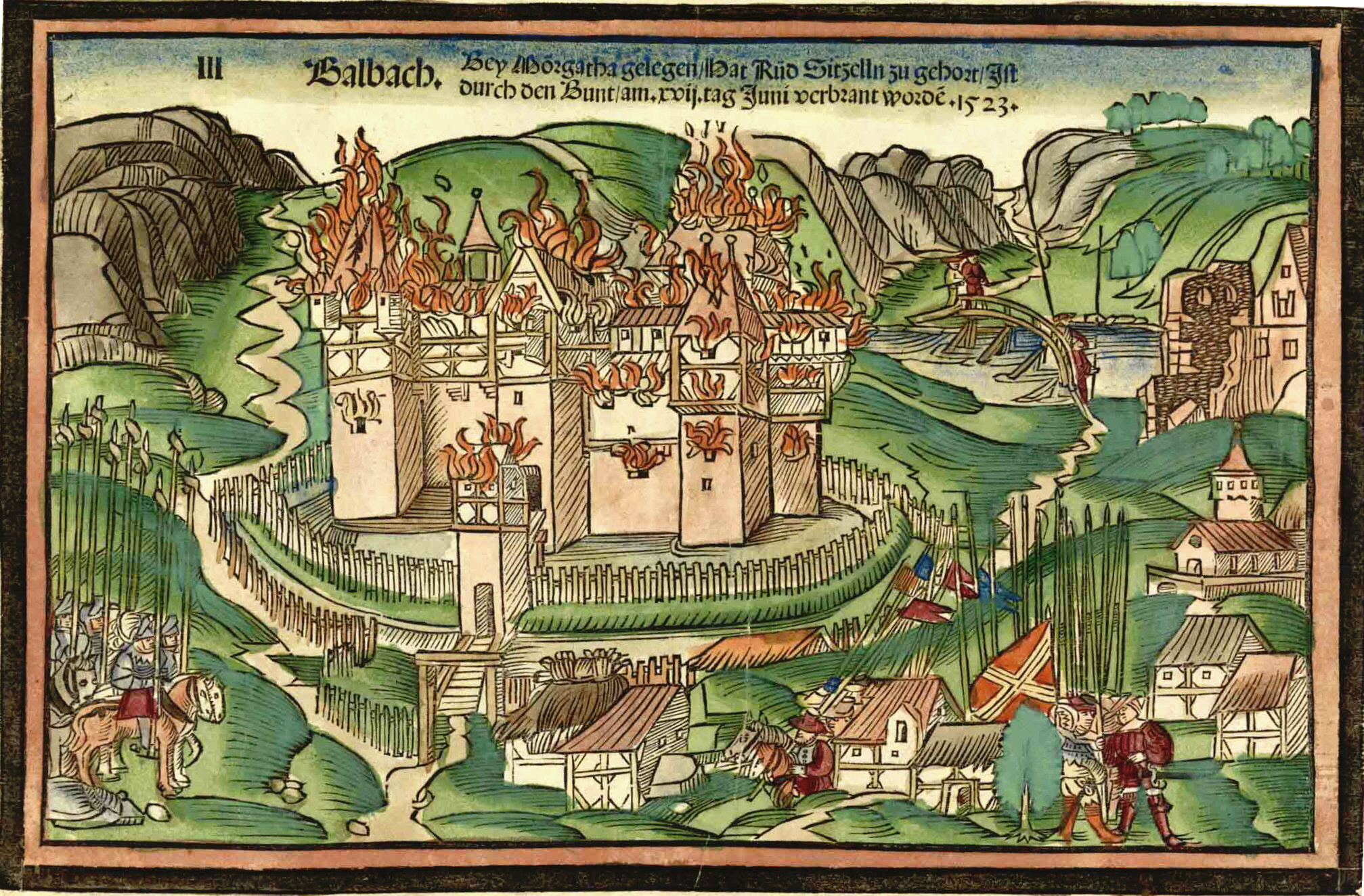
III. Balbach bey Morgatha gelegen / hat Rüd Sützelln zu gehort / Ist durch den Bunt am .XVII. tag Junij verbrant worde(n). 1523. – zeitgenössischer Holzschnitt von Hans Wandereisen

## Zerstörung von Burg Balbach 1523
Hauptartikel: Wandereisen-Holzschnitte von 1523
Im Fränkischen Krieg stand die Strafexpedition des Schwäbischen Bundes auch vor der Unteren Burg Unterbalbach. Ihr Besitzer aus der Familie derer von Sützel war einer der Helfer des Raubritters Hans Thomas von Absberg. Die Burg wurde niedergebrannt.

## Wappen
Das Wappen der Sützel ist von Schwarz und Silber schräg geteilt. Aus dem Helm, mit schwarz-silbernen Decken, wächst ein schwarz gekleideter Mohrenrumpf.